# 卡爾·哈利·斯托翰
卡爾·哈利·斯托翰（瑞典語：Carl-Harry Stålhane，1920年12月15日—1990年4月11日）是20世紀瑞典最重要的陶瓷藝術家和設計師之一。他十多歲時到巴黎學藝，自1939年起，他加入了皇家羅斯蘭，其後接替貢納爾·尼倫德成為皇家羅斯蘭的首席設計師暨藝術總監，直至1973年離開皇家羅斯蘭自立門戶。卡爾·哈利·斯托翰的部分作品現存於瑞典國立博物館以及紐約現代藝術博物館。